# Powrót do Ford County
Powrót do Ford County (ang. Ford County) – zbiór opowiadań autorstwa amerykańskiego pisarza Johna Grishama. Światowa premiera książki odbyła się 3 listopada 2009 roku w Stanach Zjednoczonych, a w Polsce wydano ją w roku 2010.
Książka zawiera następujące opowiadania:
- Pokój Michaela (ang. Michael's Room)
- Kasyno (ang. Casino)
- Cały ten Raymond (ang. Fetching Raymond)
- Rybie akta (ang. Fish Files)
- Śmieszny chłopak (ang. Funny Boy)
- Cicha Przystań (ang. Quiet Haven)
- Krwiodawcy (ang. Blood Drive)